# Mehanička prednost
Mehanička prednost ili mehanički učinak je omjer sile koju daje mehanički stroj i uložene sile. Mehanički stroj može biti neki jednostavni stroj (poluga, kotač, kosina, koloturnik, klin, vijak), mehanički prijenosnik (zupčanički prijenosnik kao na primjer mjenjač brzine, tarni prijenos, remenski prijenosnik, lančani prijenosnik) i slično.

## Kotač
Kotač, točak ili kolo je mehanička naprava okretanjem koje se omogućuje izvršenje nekog rada (pokretanje nekog tijela) uz primjenu manje sile. Tako je na primjer sila trenja (otpora gibanju) vozila pri kotrljanju (vozila s kotačima) znatno manja od sile trenja vozila koje kliže podlogom. Par ili niz kotača različita promjera, u međusobnom dodiru (zupčanici) ili posredno, preko remena (remenice) ili užeta (koloture), omogućuje prijenos sile u najpovoljnijem iznosu.

### Primjer mehaničke prednosti kotača
Primjer:
- ako se predmet od 100 kilograma vuče za 10 metara pravocrtno (vodoravno) s koeficijentom trenja μ = 0,5, normalna sila je 981 N, a potrebna sila za vuču je 981 × 0,5 = 490,5 N. Mehanička prednost M.P. kotača je:

{\displaystyle M.P._{\,klizanje}={\frac {981}{490,5}}=2}
- ako dodamo predmetu 4 kotača. Normalna sila između 4 kotača i osovina jednaka je (ukupno) 981 N. Pretpostavimo da je za drvo μ = 0,25, a recimo da je promjer kotača 1 000 mm, a promjer osovine 50 mm. Dok se predmet i dalje pomiče 10 m, klizne površine trenja kliznu samo jedna na drugu udaljenost od 0,5 m. Potrebna sila je 981 × 0,25 = 245,25 N. Mehanička prednost kotača je tada:

{\displaystyle M.P._{\,kotac}={\frac {981}{245,25}}=4}
Danas je mehanička prednost s kvalitetnijim materijalima pneumatika (gume na kotaču) puno veća.

## Poluga
Poluga je čvrsto tijelo, najčešće u obliku ravna ili zakrivljena štapa, koje se pod utjecajem sila može zakretati oko jedne osi. Sile koje djeluju na polugu u ravnini okomitoj na os mogućega zakretanja, pomnožene s udaljenostima njihova pravca djelovanja od osi (krak sile), daju momente sile, koji su to veći što je i udaljenost veća. Poluga je u ravnoteži kada je algebarski zbroj svih momenata koji djeluju na polugu jednak nuli (zakon poluge). Djelovanjem male sile na velikom kraku mogu se ostvariti na malom kraku velike sile i obrnuto. Time se razmjerno malim silama mogu svladati velika opterećenja, a na tom principu djeluju različiti alati (škare, kliješta), naprave (polužna vaga, kantar, pedala ili papučica, stezna poluga) ili složeniji mehanizmi, kod osjetljivih pak sprava, na primjer kod pincete (ponekad se naziva i poluga trećeg reda), može se od veće sile postići manja.

### Mehanička prednost poluge
Mehanička prednost poluge (prema slici desno) je:
{\displaystyle M.P._{\,poluga}={\frac {F_{1}}{F_{2}}}={\frac {D_{2}}{D_{1}}}}

## Kosina
Kosina je nagnuta ravna ploha - uzbrdica odnosno nizbrdica - koja može poslužiti kao čvrsta podloga za dizanje ili spuštanje tereta. Od vremena renesanse kosina se ubraja među šest jednostavnih strojeva. U antičko vrijeme bilo ih je samo pet - kosina nije bila ubrojena jer sama po sebi nema pokretnih dijelova. Bez obzira na to, kosina ima temeljna obilježja stroja, jer mijenja iznos i smjer sile te omogućava vršenje rada pomoću manje sile.

### Mehanička prednost kosine
Glavna prednost strojeva kod vršenja mehaničkog rada, u odnosu na izravno djelovanje silom, sastoji se upravo u tome da omogućuju vršenje jednakog rada manjom silom; naravno, zbog toga manja sila vrši taj rad na duljem putu (podizanje tereta uz kosinu umjesto ravno uvis). To svojstvo stroja naziva se mehanička prednost stroja (M.P.), i računa se tako da se iznos veće sile (koja bi bila potrebna bez stroja) podijeli s manjom (koja je dovoljna kad se koristi stroj). Dakle, uvrštavajući {\displaystyle \scriptstyle F_{k}} iz gornje jednadžbe dobiva se:
{\displaystyle M.P._{\,kosina}={G \over F_{k}}={s \over h}={1 \over {\ sin\alpha }}}
U primjeru na skici kut kosine je 30°, odnosno duljina kosine je duplo veća od visine, pa je sila {\displaystyle \scriptstyle F_{k}} upola manja od težine. U tom slučaju mehanička prednost kosine je 2. Znači, mehanička prednost nam govori koliko je puta sila (koja djeluje paralelno s duljinom kosine) manja od tereta (a istu vrijednost sile bi trebali primijeniti ako bi samo okomito ga dizali).

## Prijenosni omjer
Prijenosni omjer ili prijenosni odnos prijenosnika (oznaka: i) je omjer brzina ulaznog (pogonskog) i izlaznog (gonjenog) člana prijenosnika. Kod zupčanog prijenosnika obodna brzina ulaznog (pogonskog) i izlaznog (gonjenog) zupčanika mora biti jednaka:
{\displaystyle v=r_{A}\cdot \omega _{A}=r_{B}\cdot \omega _{B}\!}
gdje je: rA – polumjer kinematske kružnice pogonskog (ulaznog) zupčanika, rB – polumjer kinematske kružnice gonjenog (izlaznog) zupčanika, ωA – kutna brzina pogonskog (ulaznog) zupčanika, ωB – kutna brzina gonjenog (izlaznog) zupčanika.
Broj zubiju zupčanika z je razmjeran polumjeru zupčanika, pa vrijedi:
{\displaystyle {\frac {\omega _{A}}{\omega _{B}}}={\frac {r_{B}}{r_{A}}}={\frac {z_{B}}{z_{A}}}.}
gdje je: zA – broj zubiju pogonskog zupčanika, zB – broj zubiju gonjenog zupčanika. Prema tome, prijenosni omjer zupčanog prijenosnika je:
{\displaystyle i={\frac {\omega _{A}}{\omega _{B}}}={\frac {n_{A}}{n_{B}}}={\frac {z_{B}}{z_{A}}}.}
Iz ove jednadžbe se može zaključiti da je broj zubiju gonjenog (izlaznog) zupčanika veći od pogonskog zupčanika, ali isto da se pogonski zupčanik okreće brže od gonjenog zupčanika. Prema najnovijim ISO propisima treba prijenosnom omjeru dodati negativni predznak ako je smjer vrtnje jednog zupčanika suprotan smjeru vrtnje drugog zupčanika.
Momenti sile T se odnose:
{\displaystyle i={\frac {T_{B}}{T_{A}}},}
gdje je: TA – moment sile pogonskog (ulaznog) zupčanika, TB -  moment sile gonjenog (izlaznog) zupčanika.
Ako je prijenosni omjer prijenosnika veći od 1 (R ˃ 1), onda se kod tog prijenosnika kutna brzina smanjuje na izlazu, pa se takvi prijenosnici nazivaju reduktori. Prednost reduktora je da mu se moment sile na izlazu povećava. 
Ako je prijenosni omjer prijenosnika manji od 1 (R ˂ 1), onda se kod tog prijenosnika kutna brzina povećava na izlazu, pa se takvi prijenosnici nazivaju multiplikatori. Nedostatak multiplikatora je da mu se moment sile na izlazu smanjuje.<ref>

### Mehanička prednost mehaničkih prijenosnika
Mehanička prednost mehaničkih prijenosnika je:
{\displaystyle M.P._{\,meh.\,prijenos}={\frac {\omega _{A}}{\omega _{B}}}={\frac {T_{B}}{T_{A}}}={\frac {r_{B}}{r_{A}}}=i}
Na primjer kod zupčanog prijenosnika je:
{\displaystyle M.P._{\,zupcani\,prijenos}={\frac {z_{B}}{z_{A}}}}
gdje je: zA – broj zubiju pogonskog zupčanika, zB – broj zubiju gonjenog zupčanika.
Kod remenskog prijenosnika je mehanička prednost:
{\displaystyle M.P._{\,remenski\,prijenos}={\frac {r_{B}}{r_{A}}}}
gdje je: rA – promjer pogonske remenice, rB – promjer gonjene remenice.